# Mairan (cráter)

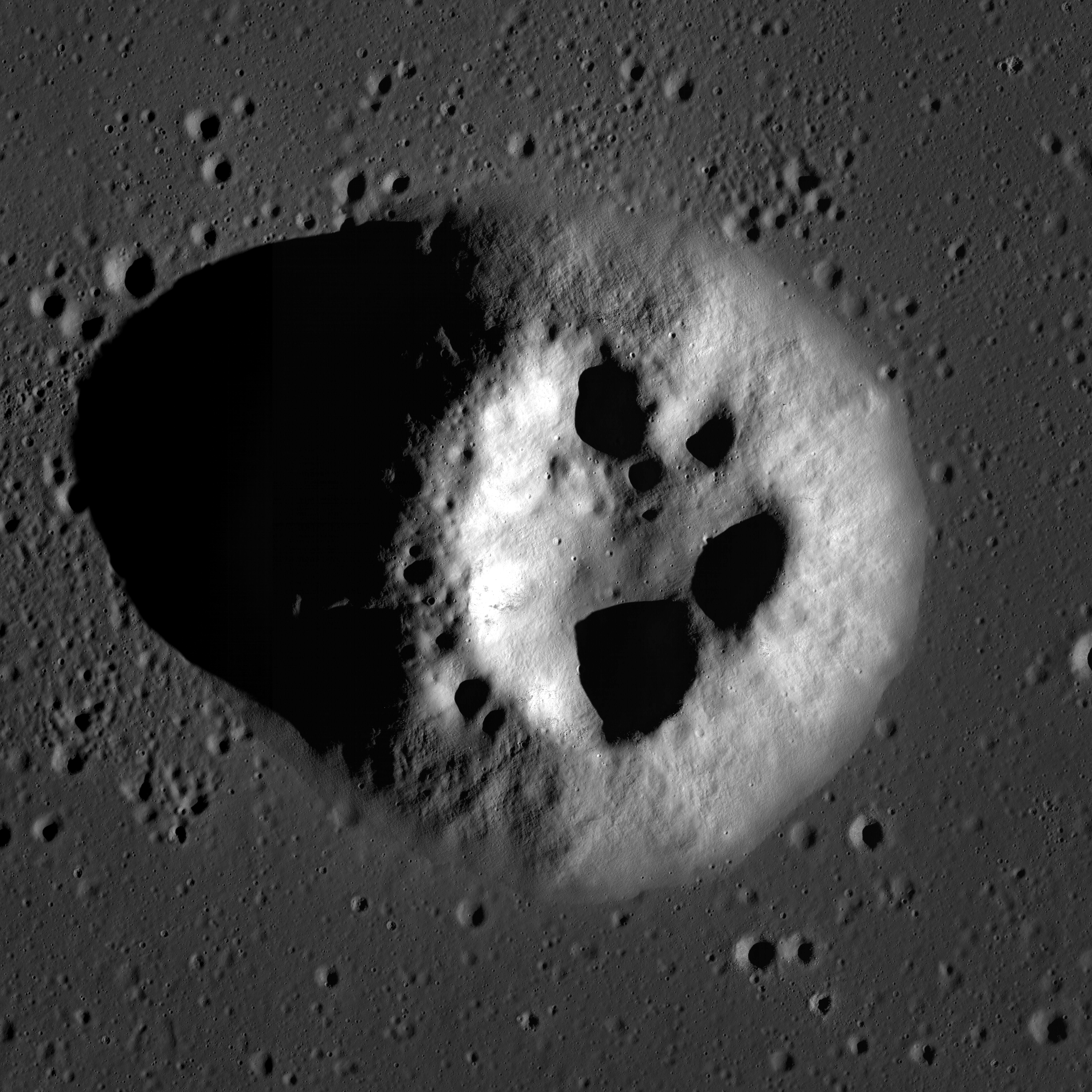
Domo lunar Mairan T

Mairan es un cráter de impacto lunar que se encuentra en una península de las tierras altas, entre el Oceanus Procellarum al oeste y el Mare Imbrium al este. Al norte-noreste se encuentra el cráter de tamaño comparable Sharp. Al noroeste de Mairan se halla el cráter Louville, fuertemente erosionado.
El borde exterior de Mairan no muestra signos significativos de erosión o de impactos, y conserva un perfil afilado. La superficie alrededor de Mairan es áspera e irregular, con una multitud de muchos pequeños cráteres, particularmente al sur y al oeste. Las paredes interiores muestran algunas terrazas, y fluyen hasta un suelo interior relativamente plano.
En el mare, al oeste de Mairan, se encuentra un pequeño domo lunar designado Mairan T, con un minúsculo cráter en la cumbre (en la nomenclatura oficial de la UAI, este nombre se refiere solo al cráter). Su anchura es de aproximadamente 7 km y la altura es de aproximadamente 800 m. Es una de las cúpulas inusualmente escarpadas y brillantes que se cree que están formadas por lavas muy viscosas, con un alto contenido de sílice.
En el entorno también se halla una grieta sinuosa, ubicada en el extremo suroeste de la península de las tierras altas que contiene al cráter Mairan. Se designa Rima Mairan, y sigue un curso norte-sur a lo largo de cerca de 100 kilómetros.

## Cráteres satélite
Por convención, estos elementos son identificados en los mapas lunares poniendo la letra en el lado del punto medio del cráter que está más cercano a Mairan.
|        | \| Mairan \| Coordenadas \| Diámetro \| \| ------ \| ----------------------------- \| -------- \| \| A \| 38°36′N 38°48′O / 38.6, -38.8 \| 16 km \| \| C \| 38°36′N 46°00′O / 38.6, -46.0 \| 7 km \| \| D \| 40°54′N 45°24′O / 40.9, -45.4 \| 10 km \| \| E \| 37°48′N 37°12′O / 37.8, -37.2 \| 6 km \| \| F \| 40°18′N 45°06′O / 40.3, -45.1 \| 9 km \| \| G \| 40°54′N 50°48′O / 40.9, -50.8 \| 6 km \| \| H \| 39°18′N 40°00′O / 39.3, -40.0 \| 5 km \| \| K \| 40°48′N 41°00′O / 40.8, -41.0 \| 6 km \| \| L \| 39°00′N 43°12′O / 39.0, -43.2 \| 6 km \| \| N \| 39°12′N 45°30′O / 39.2, -45.5 \| 6 km \| \| T \| 41°42′N 48°18′O / 41.7, -48.3 \| 3 km \| \| Y \| 42°42′N 44°00′O / 42.7, -44.0 \| 7 km \| |          |
| Mairan | Coordenadas | Diámetro |
| A      | 38°36′N 38°48′O / 38.6, -38.8 | 16 km    |
| C      | 38°36′N 46°00′O / 38.6, -46.0 | 7 km     |
| D      | 40°54′N 45°24′O / 40.9, -45.4 | 10 km    |
| E      | 37°48′N 37°12′O / 37.8, -37.2 | 6 km     |
| F      | 40°18′N 45°06′O / 40.3, -45.1 | 9 km     |
| G      | 40°54′N 50°48′O / 40.9, -50.8 | 6 km     |
| H      | 39°18′N 40°00′O / 39.3, -40.0 | 5 km     |
| K      | 40°48′N 41°00′O / 40.8, -41.0 | 6 km     |
| L      | 39°00′N 43°12′O / 39.0, -43.2 | 6 km     |
| N      | 39°12′N 45°30′O / 39.2, -45.5 | 6 km     |
| T      | 41°42′N 48°18′O / 41.7, -48.3 | 3 km     |
| Y      | 42°42′N 44°00′O / 42.7, -44.0 | 7 km     |